# HMS Cumberland (F85)
La HMS Cumberland (F 85) es una fragata de la tercera tanda del tipo 22 perteneciente a la Marina Real del Reino Unido. Fue botada en 1986 y asignada el 10 de junio de 1989. La fragata fue desplegada durante la primera guerra del Golfo, y fue parte de la flotilla de fragatas Devonport, con base el puerto de Devomport. La Cumberland fue dada de baja el 23 de junio de 2011.